# 5. duben
5. duben je 95. den roku podle gregoriánského kalendáře (96. v přestupném roce). Do konce roku zbývá 270 dní. Svátek má Miroslava.

## Události

### Česko
- 1897 – Byla vydána Badeniho jazyková nařízení, která v Čechách zrovnoprávnila oba zemské jazyky, český a německý, ve vnitřním úředním styku.
- 1937 – Bylo otevřeno Letiště Praha-Ruzyně, které se od roku 2012 jmenuje Letiště Václava Havla Praha.
- 1939 – SS-Obergruppenführer Konstantin von Neurath se v Praze ujal funkce říšského protektora v Čechách a na Moravě (do které byl jmenován v Berlíně již 18. března).
- 1943 – Začátek provozu Pankrácké sekyrárny, kde bylo v následujících dvou letech gilotinou sťato 1075 lidí zejména za odbojovou činnost v podobě „protiněmeckého smýšlení“ nebo „poškozování blaha německého národa“.
- 1945 – První vláda Zdeňka Fierlingera schválila na svém prvním zasedání Košický vládní program.

### Svět
- 0056 př. n. l. – Římští vojevůdci Gaius Julius Caesar, Marcus Licinius Crassus a Gnaeus Pompeius potvrdili dohodu o tzv. prvním triumvirátu, který je zavazoval jednat v říši ve shodě mezi sebou.
- 1242 – Novgorodský kníže Alexandr Něvský porazil livonské rytíře v bitvě na Čudském jezeře.
- 1355 – Karel IV. byl v Římě korunován římským císařem.
- 1536 – Císař Karel V. po válce s francouzským králem Františkem I. o Milán vjíždí do Říma.
- 1614 – Indiánská princezna Pocahontas si vzala anglického přistěhovalce Johna Rolfa v Jamestownu ve Virginii. Tento sňatek byl důležitý pro asociaci Indiánů s koloniálními osadníky.
- 1772 – Nizozemský mořeplavec Jacob Roggeveen objevil Velikonoční ostrov.
- 1792 – Prezident Spojených států amerických George Washington poprvé použil práva veta proti Kongresu, který navrhoval nové rozvržení míst zvýhodňující severní státy.
- 1793 – Nově zvolený předseda klubu jakobínů, Jean Paul Marat, navrhl zatýkat kontrarevolucionáře.
- 1992 – Začalo obléhání Sarajeva, které je považováno za jedno z nejdelších obléhání moderního válečnictví.
- 2015 – Evropská organizace pro jaderný výzkum (CERN) po dvouleté modernizační odstávce opět spustila Velký hadronový urychlovač.

## Narození
Automatický abecedně řazený seznam viz Kategorie:Narození 5. dubna

### Česko

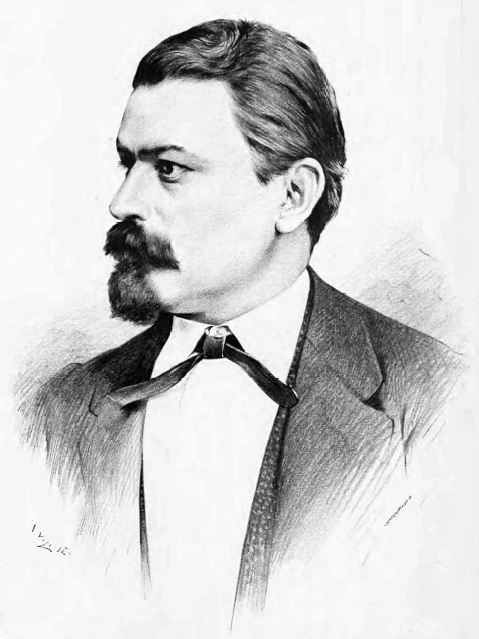
Vítězslav Hálek (* 1835)

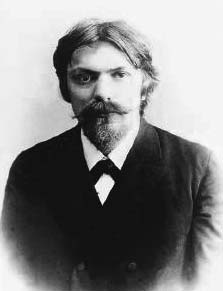
František Lexa (* 1876)

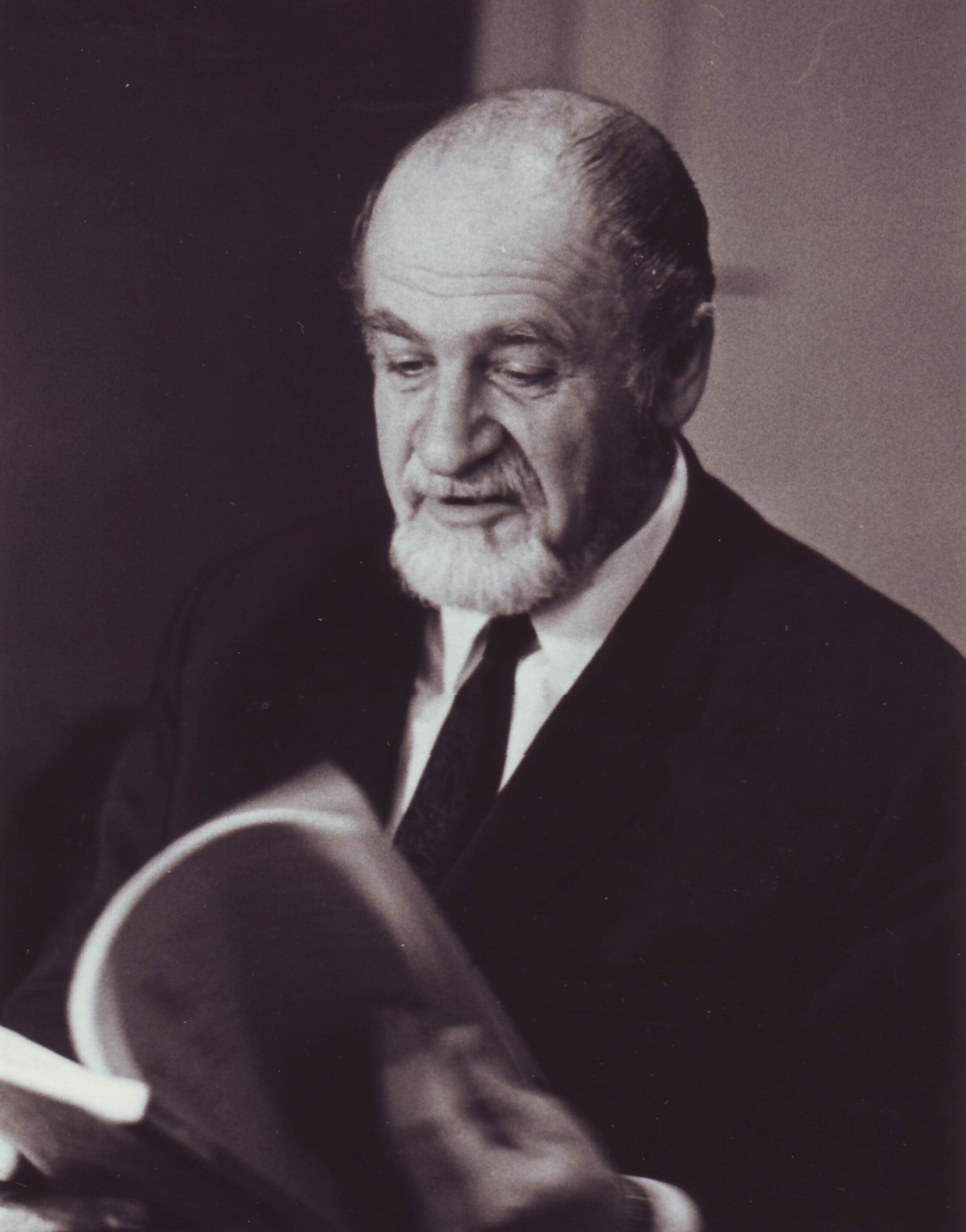
Felix le Breux (* 1918)

- 1735 – František de Paula Hrzán z Harasova, rakouský kardinál českého původu († 1. června 1804)
- 1755 – Vincenc Mašek, hudební skladatel, pedagog a vydavatel († 15. listopadu 1831)
- 1811 – Franz Herrmann, poslanec Českého zemského sněmu († 16. února 1892)
- 1814 – Felix Lichnovský z Voštic, slezský šlechtic a politik († 18. září 1848)
- 1826 – Čeněk Daněk, inženýr, konstruktér a průmyslník († 19. března 1893)
- 1834 – Vincenc Brandl, moravský archivář a historik († 26. prosince 1901)
- 1835 – Vítězslav Hálek, básník († 8. října 1874)
- 1855 – Ervín Červinka, československý politik († 18. května 1936)
- 1857 – Vilemína Auerspergová, hraběnka z rodu Kinských († 1. října 1909)
- 1860 – Čeněk Vosmík, sochař († 11. dubna 1944)
- 1862 – Vincenc Hlavinka, průkopník vodárenství, meliorací, kanalizací a čištění odpadních vod († 25. února 1934)
- 1872 – Ladislav Novák, ministr průmyslu, obchodu a živností († 29. srpna 1946)
- 1874 – Antonín Hradil, varhaník, dirigent, hudební skladatel a pedagog († 18. srpna 1937)
- 1876
  - Franz Kaufmann, československý politik německé národnosti († 27. dubna 1939)
  - František Lexa, egyptolog († 13. února 1960)
- 1881 – Josef Křivánek, jihočeský kamenosochař († ? 1954)
- 1883 – Josef Schránil, archeolog († 20. března 1940)
- 1888 – Rudolf Březa, sochař a medailér († 2. ledna 1955)
- 1889 – František Michálek Bartoš, historik, archivář a vysokoškolský pedagog († 12. května 1972)
- 1895 – Vlastimil Rada, malíř († 22. prosince 1962)
- 1897 – Rudolf Hlavica, sochař a řezbář († 3. června 1971)
- 1901 – Rudolf Plajner, pedagog a skaut († 23. června 1987)
- 1903 – Karel Šlenger, malíř samouk († 2. března 1981)
- 1905 – Jaroslav Poláček, fotbalový reprezentant († 5. ledna 1927)
- 1906 – Vincenc Havel, sochař († 23. února 1992)
- 1909 – Jindřich Severa, malíř a sochař († 9. listopadu 1980)
- 1912 – Václav Němec, učitel a vlastivědný pracovník († 24. května 2001)
- 1914 – Arnošt Hrad, hrdina československé armády († 3. října 1938)
- 1918 – Felix le Breux, herec († 4. února 1974)
- 1923 – Josef Kutík, spisovatel († 5. listopadu 1987)
- 1924 – Jaroslav Bauer, jazykovědec († 4. ledna 1969)
- 1927 – Petr Kopta, básník a překladatel († 4. července 1983)
- 1928 – Jiří Heřt, profesor anatomie a předseda českého klubu skeptiků Sisyfos († 9. srpna 2014)
- 1930
  - Miloslav Král, filosof vědy a docent speciální kybernetiky
  - Karel Želenský, herec († ? 2007)
- 1932 – Miroslav Šťastný, odborník v oblasti parních turbín a turbostrojů
- 1936 – Jiří Šimon, atletický trenér, vysokoškolský pedagog a spisovatel († 9. prosince 2008)
- 1940 – Soňa Nevšímalová, lékařka, profesorka neurologie
- 1943 – Václav Mencl, senátor, primátor Brna
- 1956
  - Miroslav Beneš, jaderný fyzik, politik
  - Vladimír Kocman, judista, bronz na OH 1980
  - Bohumil Kubát, ministr zemědělství a výživy ČR († 13. června 2017)
- 1964 – Petr Čtvrtníček, herec, komik, režisér a scenárista
- 1988 – Aleš Kubát, herec († 25. prosince 2018)
- 1990 – Jakub Sedláček, hokejový brankář

### Svět

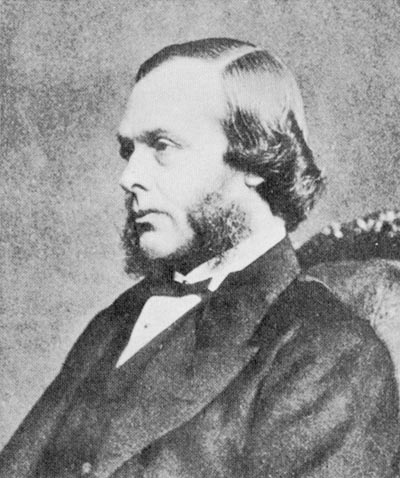
Joseph Lister (* 1827)

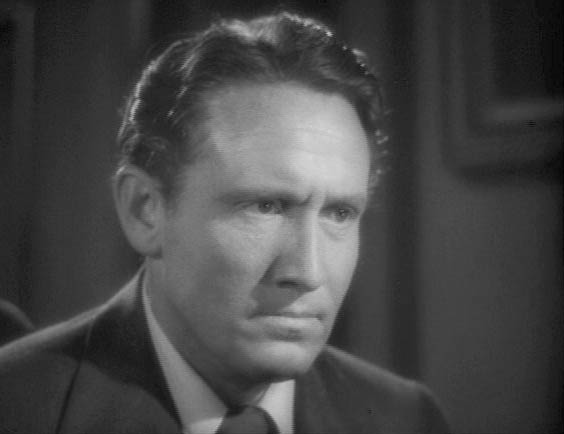
Spencer Tracy (* 1900)

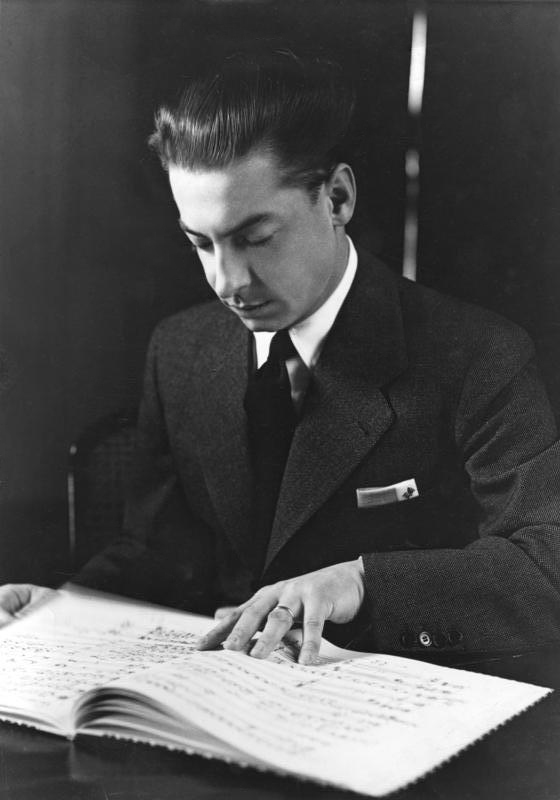
Herbert von Karajan (* 1908)

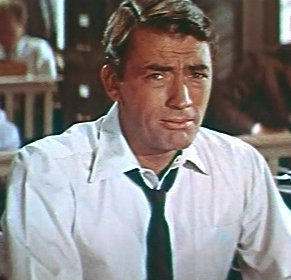
Gregory Peck (* 1916)

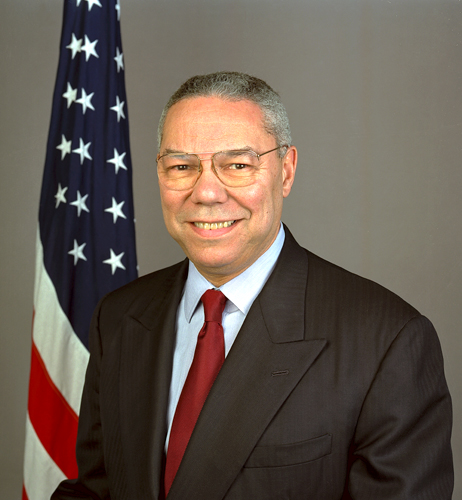
Colin Powell (* 1937)

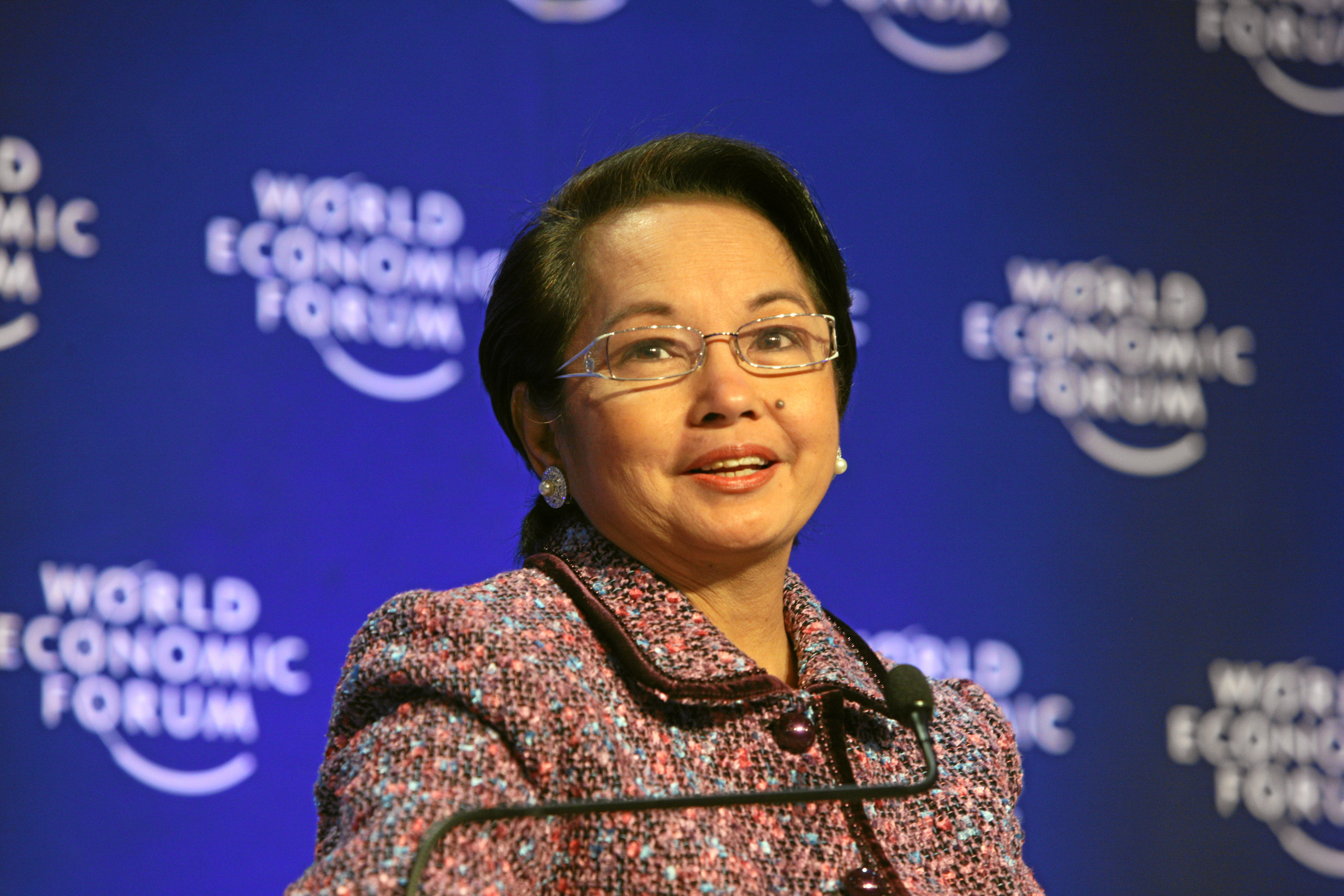
Gloria Macapagal-Arroyová (* 1947)

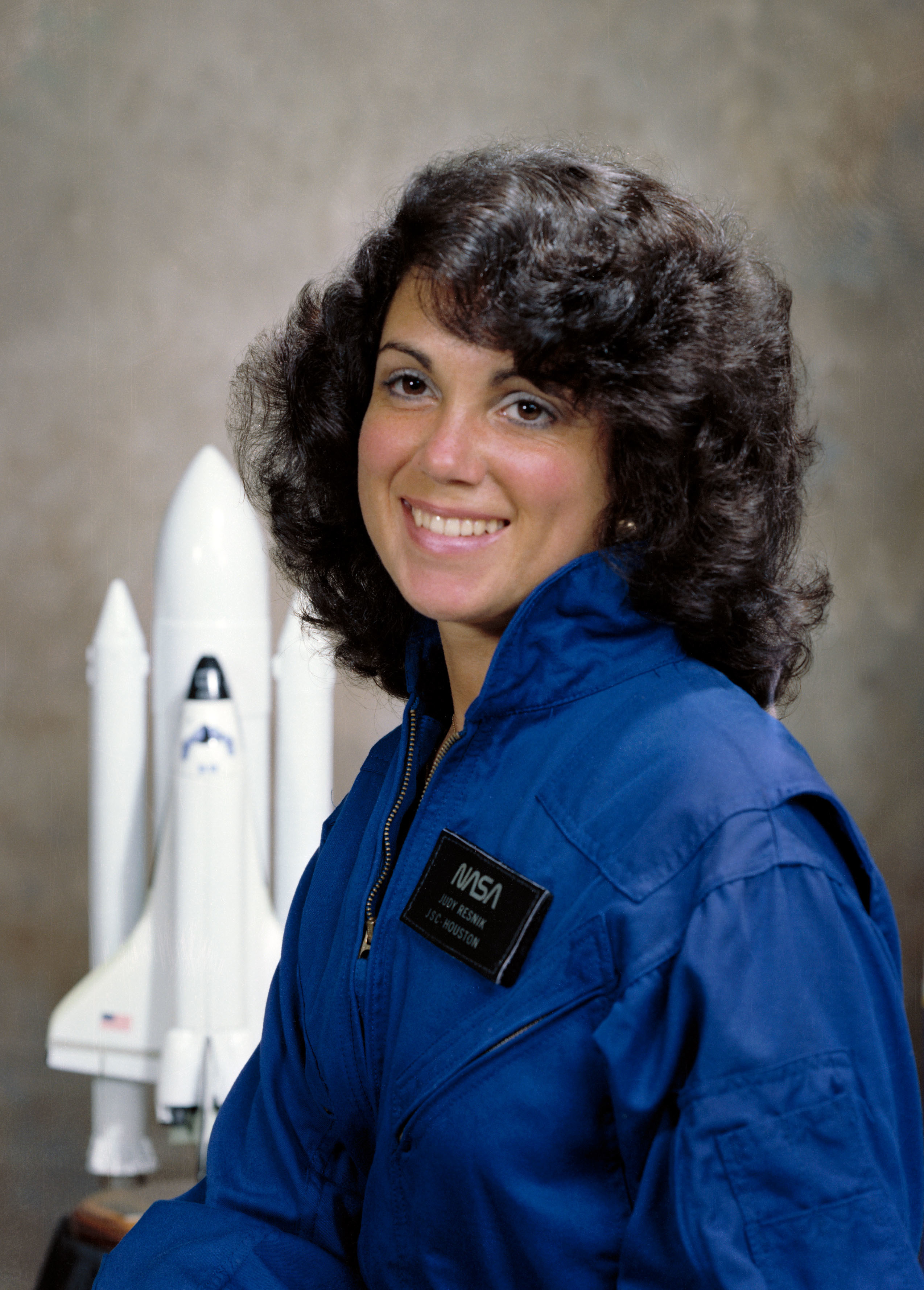
Judith Resniková (* 1949)

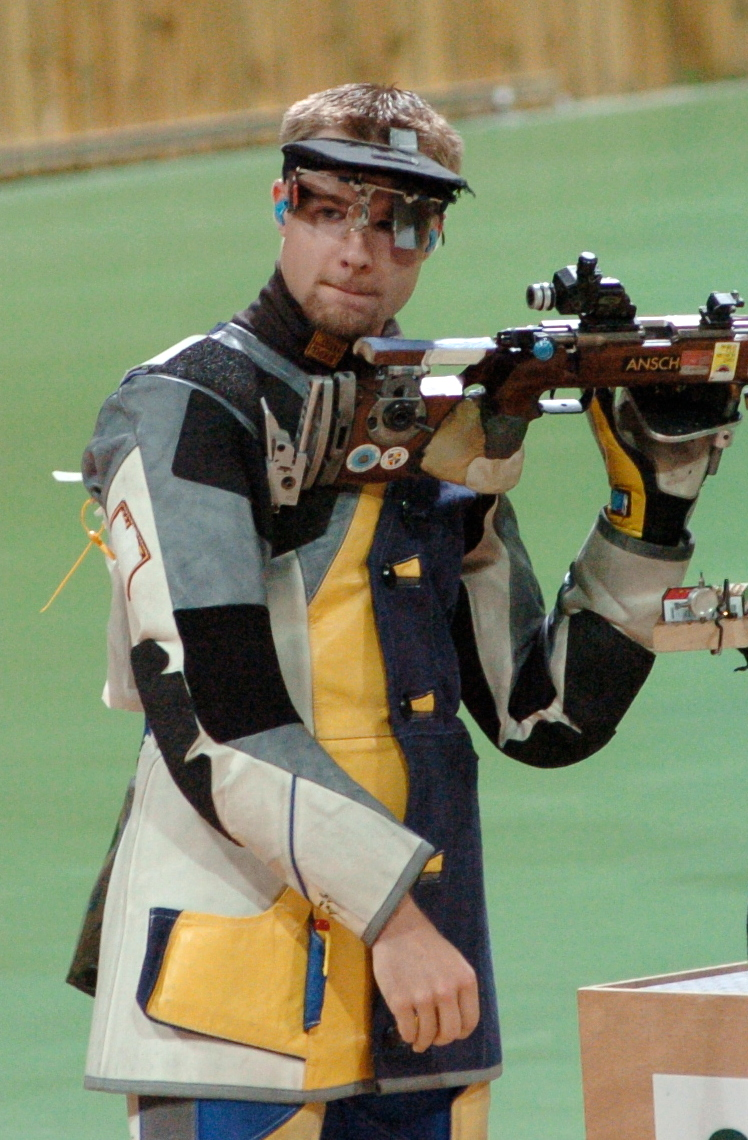
Matthew Emmons (* 1981)

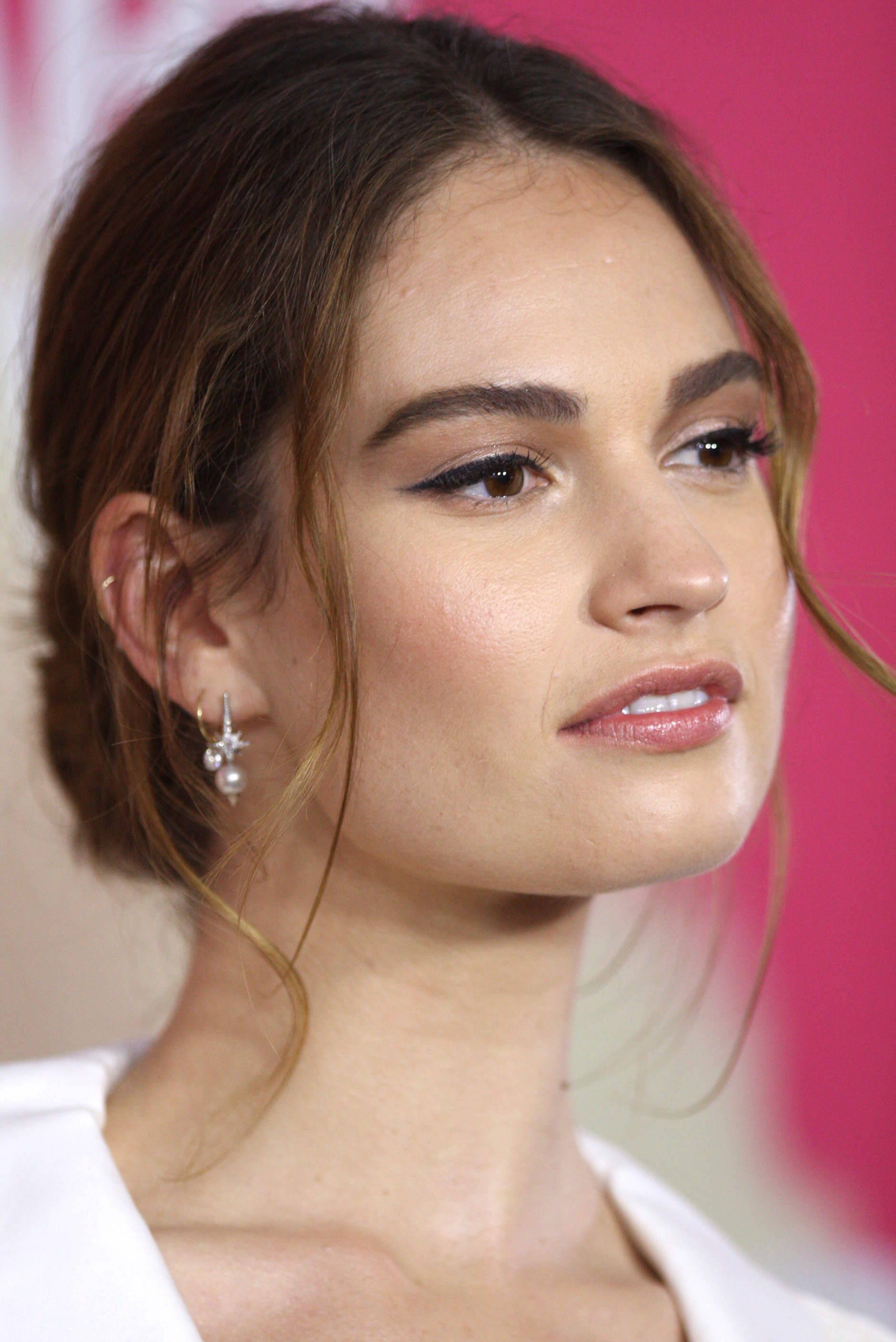
Lily James (* 1989)

- 1472 – Bianca Marie Sforza, manželka císaře Maxmiliána I. († 31. prosince 1510)
- 1568 – Urban VIII., papež († 29. července 1644)
- 1588 – Thomas Hobbes, anglický filozof († 4. prosince 1679)
- 1595 – John Wilson, anglický skladatel, zpěvák a loutnista († 22. února 1674)
- 1626 – pokřtěn Jan van Kessel starší, vlámský malíř († 17. dubna 1679)
- 1649 – Elihu Yale, mecenáš Yaleovy univerzity († 8. července 1721)
- 1673 – Nicolò Grimaldi, italský zpěvák-kastrát (mezzosoprán) († 1. ledna 1732)
- 1691
  - Ludvík VIII. Hesensko-Darmstadtský, německý šlechtic († 17. října 1768)
  - Anton Heinrich Friedrich von Stadion, vrchní hofmistr na kurfiřtském dvoře v Mohuči († 26. října 1768)
- 1727 – Pasquale Anfossi, italský hudební skladatel († únor 1797)
- 1732 – Jean-Honoré Fragonard, francouzský malíř a grafik († 22. srpna 1806)
- 1777 – Marie Jules César Savigny, francouzský zoolog a botanik († 5. října 1851)
- 1782 – Adriano Balbi, italský geograf a statistik († 14. března 1848)
- 1784 – Louis Spohr, německý hudební skladatel († 22. října 1859)
- 1799 – Vincenzo Fioravanti, italský hudební skladatel († 28. března 1877)
- 1804 – Matthias Jacob Schleiden, německý botanik († 23. června 1881)
- 1811 – Jules Dupré, francouzský malíř († 6. října 1889)
- 1827 – Joseph Lister, anglický chirurg, průkopník antisepse († 10. února 1912)
- 1832 – Jules Ferry, francouzský právník a politik († 17. března 1893)
- 1841 – Robert Rees, velšský operní pěvec – tenorista († 5. června 1892)
- 1845 – Pjotr Durnovo, ruský politik a ministr vnitra († 24. září 1915)
- 1856 – Booker T. Washington, americký politik, pedagog a spisovatel († 14. listopadu 1915)
- 1857 – Alexandr I. Bulharský, první kníže znovuobnoveného bulharského státu († 23. října 1893)
- 1858 – Bill Maclagan, skotský ragbista († 10. října 1926)
- 1863 – Viktorie Hesensko-Darmstadtská, hesenská princezna († 24. září 1950)
- 1869 – Albert Roussel, francouzský hudební skladatel († 23. srpna 1937)
- 1880 – Eric Carlberg, švédský střelec, dvojnásobný olympijský vítěz 1912 († 14. srpna 1963)
- 1881 – Noe Ramišvili, gruzínský politik a první premiér Gruzie († 7. prosince 1930)
- 1882 – Vilhelm Carlberg, švédský střelec, trojnásobný olympijský vítěz v roce 1912 († 10. října 1970)
- 1891 – Arnold Jackson, britský atlet, olympijský vítěz v běhu na 1500 metrů († 13. listopadu 1972)
- 1892 – Peder Christian Andersen, norský sportovní funkcionář, rozhodčí a novinář († 12. března 1964)
- 1893 – Clas Thunberg, finský rychlobruslař, pětinásobný olympijský vítěz v letech 1924–1928 († 8. dubna 1973)
- 1894
  - Lawrence Dale Bell, americký průmyslník a zakladatel Bell Aircraft Corporation († 20. října 1956)
  - Dmytro Čyževskyj, ukrajinský filosof a literární vědec († 18. dubna 1977)
- 1900
  - Spencer Tracy, americký filmový herec († 10. června 1967)
  - Herbert Bayer, rakousko-americký grafik, malíř, fotograf, sochař, návrhář a architekt († 30. září 1985
- 1908
  - Herbert von Karajan, rakouský dirigent († 16. července 1989)
  - Bette Davis, americká herečka, držitelka dvou Oscarů († 6. října 1989)
- 1909
  - Joseph McClelland, americký fotograf († ?)
  - Pjotr Tavrin-Šilo, německý špion († 28. března 1952)
- 1912
  - František Gibala, slovenský sochař († 8. září 1987)
  - István Örkény, maďarský dramatik a prozaik († 24. června 1979)
- 1913 – Nicolas Grunitzky, druhý prezident státu Togo († 27. září 1969)
- 1916 – Gregory Peck, americký herec († 12. června 2003)
- 1917 – Robert Bloch, americký spisovatel († 23. září 1994)
- 1919 – Patricia St. John, britská spisovatelka a misionářka († 15. srpna 1993)
- 1920
  - Barend Biesheuvel, premiér Nizozemska († 29. dubna 2001)
  - Arthur Hailey, britský spisovatel († 24. listopadu 2004)
- 1922 – Tom Finney, anglický fotbalista († 14. února 2014)
- 1923 – Ernest Mandel, belgický marxistický teoretik († 20. července 1995)
- 1926 – Roger Corman, americký filmový producent, režisér a herec († 9. května 2024)
- 1927 – Otto Lackovič, český herec slovenského původu († 4. února 2008)
- 1929
  - Ivar Giaever, norský fyzik, Nobelova cena za fyziku 1973
  - Nigel Hawthorne, britský herec († 26. prosince 2001)
  - Ondrej Malachovský, slovenský operní zpěvák († 3. dubna 2011)
- 1931 – Jack Clement, americký hudebník († 8. srpna 2013)
- 1932 – Bora Ćosić, srbský a chorvatský spisovatel
- 1934
  - Roman Herzog, sedmý prezident Spolkové republiky Německo († 10. ledna 2017)
  - Stanley Turrentine, americký saxofonista († 12. září 2000)
- 1935
  - Frank Schepke, německý veslař, olympijský vítěz († 4. dubna 2017)
  - Peter Grant, anglický hudební manažer († 1995)
- 1937 – Colin Powell, 65. ministr zahraničních věcí Spojených států amerických († 18. října 2021)
- 1939
  - Leka, korunní princ albánský, jediný syn krále Zoga († 30. listopadu 2011)
  - David Winters, americký tanečník, choreograf, producent, režisér, scenárista a herec († 23. dubna 2019)
- 1941 – Dave Swarbrick, britský folkový hudebník a zpěvák-písničkář († 3. června 2016)
- 1942
  - Allan Clarke, anglický zpěvák, člen skupiny The Hollies
  - Peter Greenaway, britský filmový režisér
- 1943
  - Jean-Louis Tauran, francouzský kardinál  († 5. července 2018)
  - Werner J. Egli, švýcarský spisovatel
- 1944
  - János Martonyi, maďarský politik a diplomat
  - Evan Parker, anglický saxofonista
- 1946
  - Jane Asherová, britská herečka
  - János Bródy, maďarský zpěvák, kytarista, skladatel a textař
- 1947 – Gloria Macapagal-Arroyová, bývalá prezidentka Filipín
- 1948 – Dave Holland, anglický rockový bubeník
- 1949 – Judith Resniková, americká astronautka († 28. ledna 1986)
- 1950
  - Ann C. Crispinová, americká spisovatelka
  - Franklin Chang-Diaz, americký kosmonaut
  - Agnetha Fältskog, švédská zpěvačka, členka skupiny ABBA
- 1955 – Anthony Horowitz, britský spisovatel a scenárista
- 1956 – Juan Joya Borja, španělský komik a herec († 28. dubna 2021)
- 1958
  - Johan Kriek, jihoafrický tenista
  - Daniel Schneidermann, francouzský novinář a spisovatel
- 1959 – John Parricelli, anglický kytarista
- 1962 – Lana Clarkson, americká herečka a modelka († 3. února 2003)
- 1966 – Mike McCready, americký kytarista, člen skupiny Pearl Jam
- 1971 – Murray Bartlett, australský herec
- 1973
  - Pharrell Williams, americký hudební producent a rapper
  - Élodie Bouchezová, francouzská herečka
- 1974 – Ines Papert, německá horolezkyně
- 1976
  - Kim Collins, atlet Svatého Kryštofa a Nevisu
  - Sterling K. Brown, americký herec
- 1977 – Jonathan Erlich, izraelský tenista
- 1978
  - Dwain Chambers, britský atlet
  - Franziska van Almsicková, německá plavkyně
- 1980
  - Joris Mathijsen, nizozemský fotbalista
  - Alberta Briantiová, italská tenistka
- 1981 – Matthew Emmons, americký sportovní střelec
- 1982 – Hayley Atwellová britsko-americká herečka
- 1988
  - Alexej Volkov, ruský biatlonista
  - Jonathan Davies velšský ragbista
- 1989 – Lily James, britská herečka
- 1991 – Nora Mørk, norská házenkářka
- 1994 – Thea LaFondová, dominická trojskokanka
- 2000 – Tommaso Giacomel, italský biatlonista

## Úmrtí
Automatický abecedně řazený seznam viz Kategorie:Úmrtí 5. dubna

### Česko

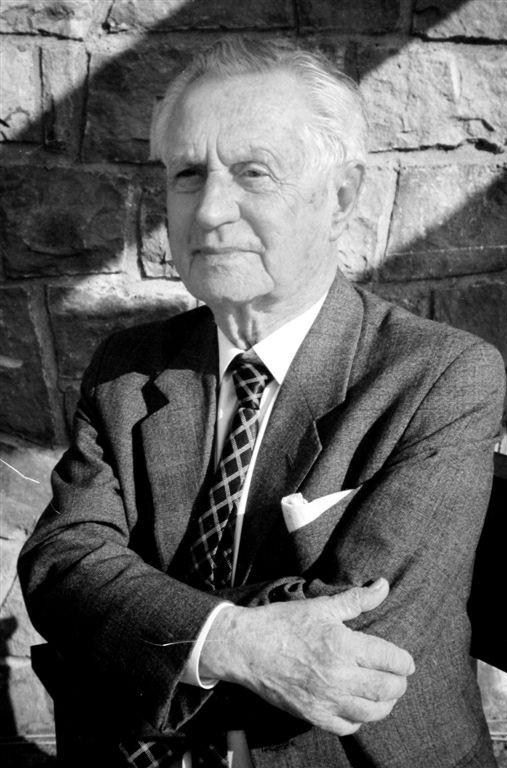
František Kožík († 1997)

- 1769 – Joseph Anton Sommer, profesor práv a zemský advokát (* 1711)
- 1856 – František Horčička, restaurátor, umělecký znalec a malíř (* 1776)
- 1864 – Albín Heinrich, mineralog, historik a pedagog (* 1. března 1785)
- 1868
  - Karel Purkyně, malíř (* 15. března 1834)
  - Jan Evangelista Kypta, kantor a hudební skladatel (* 1. prosince 1813)
- 1875 – Václav Zelený, středoškolský profesor, novinář a politik (* 27. srpna 1825)
- 1894 – Franz Schmeykal, politik německé národnosti v Čechách (* 3. prosince 1826)
- 1897 – Jindřich Wankel, lékař, archeolog a speleolog (* 15. července 1821)
- 1900 – Prokop Podlipský, právník, politik a redaktor (* 9. srpna 1859)
- 1907 – Jan Pištěk, herec a operní pěvec (* 17. dubna 1847)
- 1916 – Martin Kříž, notář, speleolog a archeolog (* 14. listopadu 1841)
- 1918 – František Brusák, pomocný biskup pražské arcidiecéze (* 1. listopadu 1840)
- 1928 – Viktor Oliva, malíř a ilustrátor (* 24. dubna 1861)
- 1924 – Karel Lustig, spisovatel a publicista (* 29. prosince 1856)
- 1933 – Jaroslav Schiebl, novinář, statistik a politik (* 13. září 1851)
- 1945 – Karel Jaroslav Obrátil, spisovatel, básník a překladatel (* 2. listopadu 1866)
- 1964 – František Formánek, sochař, konstruktér a vynálezce (* 1. dubna 1888)
- 1967 – Oldřich Kovář, operní pěvec (* 21. února 1907)
- 1970 – Jan Slavíček, malíř (* 22. ledna 1900)
- 1972 – Vítězslav Lederer, uprchlík z koncentračního tábora Auschwitz-Birkenau (* 6. března 1904)
- 1984 – Jaroslav Kratochvíl, protektorátní ministr průmyslu,obchodu a živností (* 1. května 1901)
- 1988 – František Kalousek, archeolog (* 20. prosince 1901)
- 1989 – Karel Zeman, filmový režisér, výtvarník, loutkář (* 3. listopadu 1910)
- 1991
  - Antonín Bradáč, fotbalový reprezentant (* 7. srpna 1920)
  - Jiří Mucha, prozaik, publicista a scenárista, syn Alfonse Muchy (* 12. března 1915)
- 1997 – František Kožík, spisovatel (* 16. května 1909)
- 2001 – Jaroslav Bouček, novinář a překladatel (* 10. prosince 1923)
- 2002 – Karel Nepraš, sochař (* 2. dubna 1932)
- 2009 – Herma Svozilová-Johnová, novinářka, spisovatelka a básnířka (* 29. srpna 1914)
- 2019 – Ivo Mrázek, basketbalový hráč a trenér (* 18. ledna 1926)
- 2022 – Josef Panáček, sportovní střelec (* 8. září 1937)

### Svět

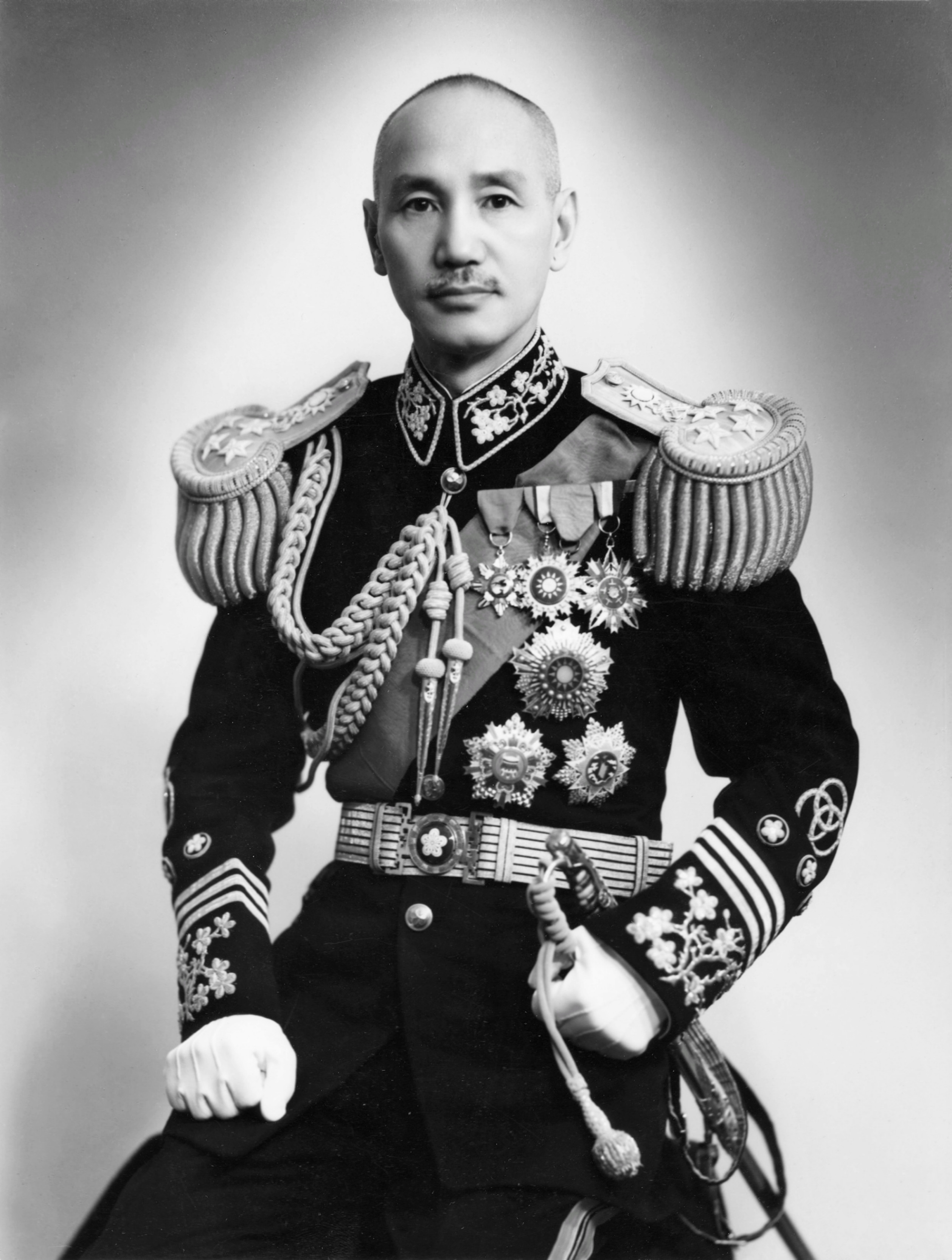
Čankajšek († 1975)

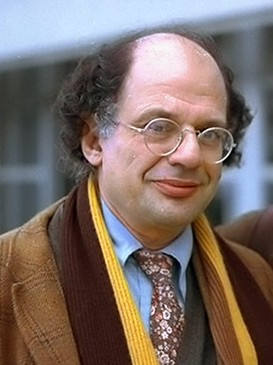
Allen Ginsberg († 1997)

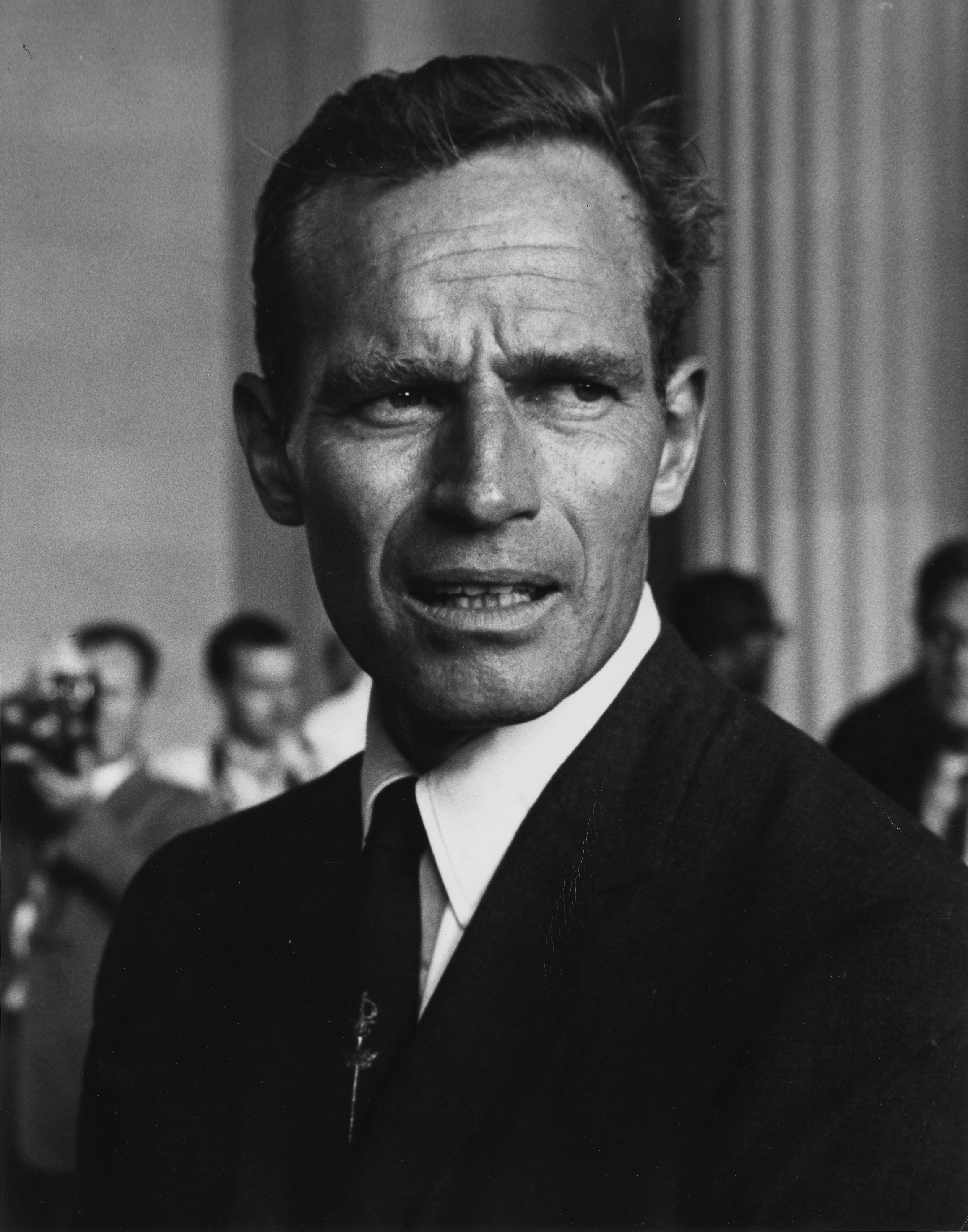
Charlton Heston († 2008)

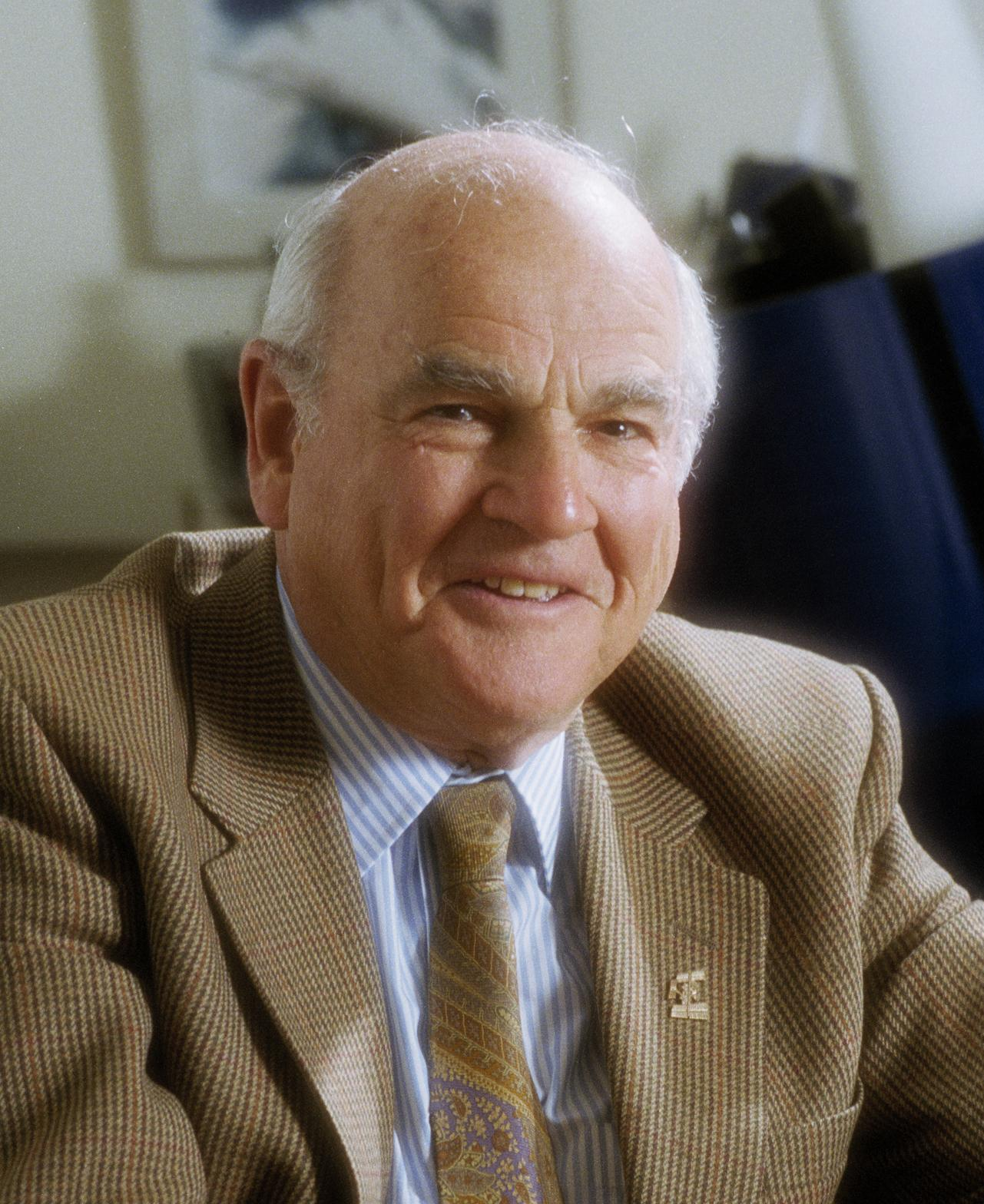
Baruch Samuel Blumberg († 2011)

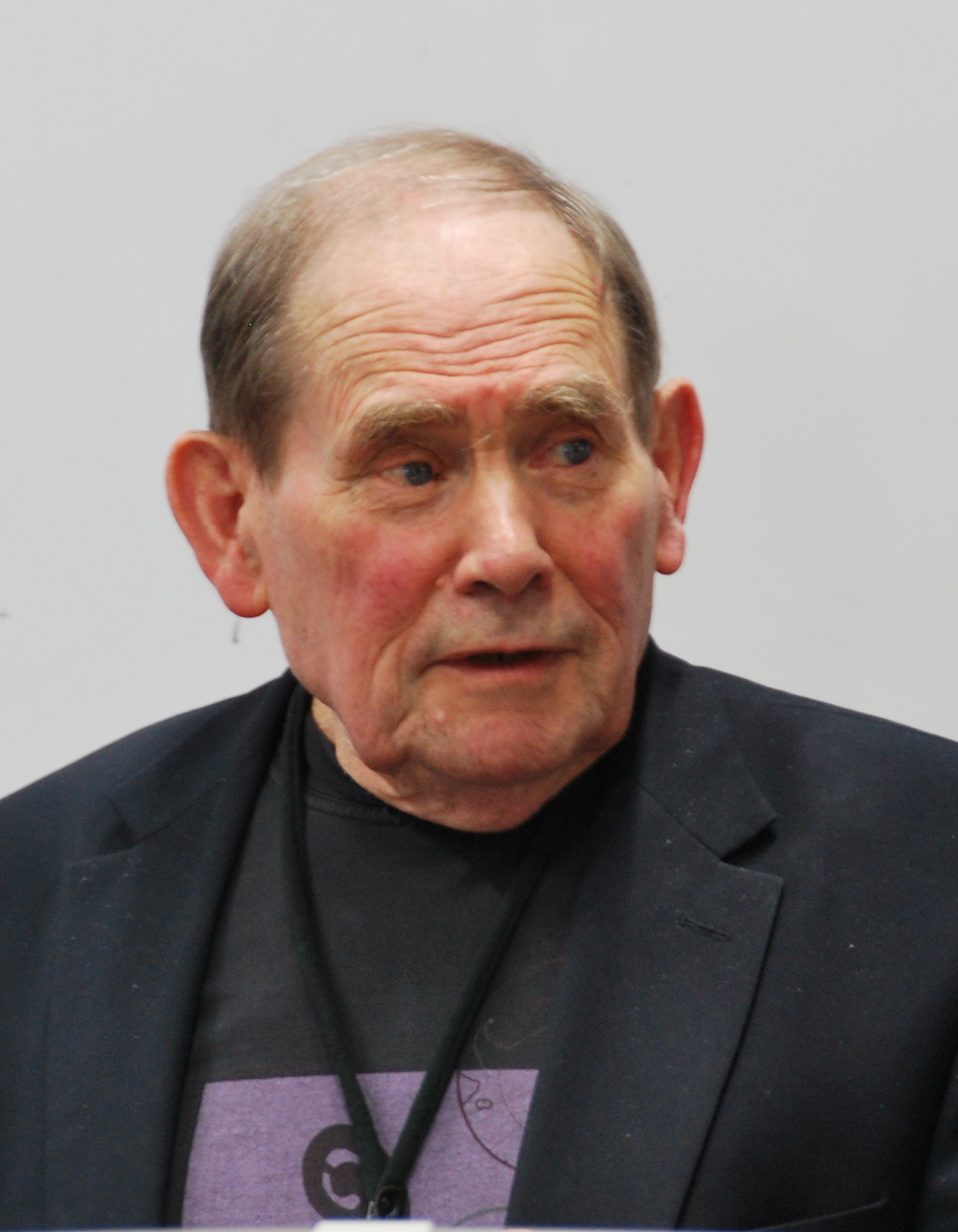
Sydney Brenner († 2019)

- 1258 – Svatá Juliana z Lutychu, řeholnice a mystička (* 1192)
- 1376 – Přeclav z Pohořelé, vratislavský biskup a kancléř Karla IV. (* 5. května 1299)
- 1419 – Vincenc Ferrerský, španělský kněžský kazatel, patron Valencie a Vannes (* 1350)
- 1684 – Karel Eusebius z Lichtenštejna, hlava rodu Lichtenštejnů v letech 1627–1684 (* 11. dubna 1611)
- 1697 – Karel XI., švédský král (* 24. listopadu 1655)
- 1704 – Christian Ulrich I., olešnický kníže (* 9. dubna 1652)
- 1723 – Johann Bernhard Fischer, rakouský architekt, malíř, sochař, autor kašny Parnas v Brně (* 1656)
- 1744 – Marie Krescencie Höss, bavorská řeholnice a mystička, katolická světice (* 20. října 1682)
- 1794
  - Camille Desmoulins, francouzský revolucionář (* 2. března 1760)
  - Georges Jacques Danton, jeden z vůdců Francouzské revoluce (* 26. října 1759)
- 1804 – Jean-Charles Pichegru, francouzský generál (* 16. února 1761)
- 1813 – Karlota Parmská, parmská princezna (* 7. září 1777)
- 1833 – Henriette Frölich, německá spisovatelka (* 28. července 1768)
- 1882 – Pierre Guillaume Frédéric le Play, francouzský ekonom a sociolog (* 11. dubna 1806)
- 1887 – Ivan Nikolajevič Kramskoj, ruský malíř (* 8. června 1837)
- 1900 – Joseph Bertrand, francouzský matematik (* 11. března 1822)
- 1913 – Jerzy Cienciała, polský politik a národní buditel (* 4. dubna 1834)
- 1916 – Maxim Maximovič Kovalevskij, ruský právník a historik (* 8. srpna 1851)
- 1918 – Paul Vidal de la Blache, francouzský geograf (* 22. ledna 1845)
- 1923 – George Herbert, 5. hrabě z Carnarvonu, britský šlechtic a egyptolog (* 26. června 1866)
- 1924 – Victor Hensen, německý fyziolog, embryolog a mořský biolog (* 10. února 1835)
- 1933 – Earl Derr Biggers, americký spisovatel detektivních románů (* 24. srpna 1884)
- 1935 – Achille Locatelli, italský kardinál (* 15. března 1856)
- 1940 – Robert Maillart, švýcarský stavební inženýr (* 6. února 1872)
- 1941 – Franciszek Kleeberg, polský generál (* 1. února 1888)
- 1949 – Francisco Bens, španělský voják, první guvernér Ria de Oro (* 28. června 1867)
- 1955 – Theda Bara, americká herečka (* 29. července 1885)
- 1958 – Isidora Sekulić, srbská spisovatelka (* 16. února 1877)
- 1963 – Jacobus Johannes Pieter Oud, nizozemský architekt (* 9. února 1890)
- 1964 – Douglas MacArthur, generál armády Spojených států amerických (* 26. ledna 1880)
- 1966 – Svend Fleuron, dánský spisovatel (* 4. ledna 1874)
- 1967 – Johan Falkberget, norský spisovatel a politik (* 30. září 1879)
- 1970 – Richard Bergmann, rakouský a britský stolní tenista, mistr světa (* 10. dubna 1919)
- 1973 – David Murray, britský pilot Formule 1 (* 28. prosince 1909)
- 1975
  - Victor Marijnen, premiér Nizozemska (* 21. února 1917)
  - Harold Osborn, americký olympijský vítěz ve skoku do výšky (* 13. dubna 1899)
  - Čankajšek, čínský politik (* 31. října 1887)
- 1976 – Howard Hughes, americký letecký konstruktér, pilot, podnikatel a filmový režisér (* 24. prosince 1905)
- 1981 – Bob Hite, americký zpěvák, člen skupiny Canned Heat (* 26. února 1943)
- 1984
  - Giuseppe Tucci, italský orientalista (* 5. června 1894)
  - Arthur Harris, velitel bombardovacího letectva Royal Air Force (* 13. dubna 1892)
  - Robert Adams, anglický sochař (* 5. října 1917)
- 1989 – Frank Foss, americký olympijský vítěz ve skoku o tyči 1920 (* 9. května 1895)
- 1991 – Manley Carter, americký chemik a astronaut (* 15. srpna 1947)
- 1992 – Sam Walton, americký obchodník, zakladatel obchodního řetězce Walmart (* 29. března 1918)
- 1994
  - Kurt Cobain, americký zpěvák, člen skupiny Nirvana (* 20. února 1967)
  - Roy Smeck, americký muzikant (* 6. února 1900)
- 1995 – Christian Pineau, francouzský politik (* 14. října 1904)
- 1997 – Irwin Allen Ginsberg, americký básník (* 3. června 1926)
- 1998 – Cozy Powell, britský rockový bubeník (* 29. prosince 1947)
- 2000 – Vitalij Hubarenko, ukrajinský hudební skladatel (* 13. června 1934)
- 2002 – Layne Staley, americký zpěvák, člen skupiny Alice in Chains (* 22. srpna 1967)
- 2005
  - Saul Bellow, americký spisovatel (* 11. června 1915)
  - Jacques Poitrenaud, francouzský režisér a herec (* 22. května 1922)
- 2006 – Gene Pitney, americký zpěvák-skladatel, hudebník a zvukový inženýr (* 17. února 1940)
- 2008 – Charlton Heston, americký filmový herec (* 4. října 1923)
- 2010 – Vitalij Sevasťjanov, sovětský konstruktér a kosmonaut (* 8. července 1935)
- 2011
  - Baruch Samuel Blumberg, americký lékař, spoludržitel Nobelovy ceny za fyziologii a medicínu (1976) (* 28. července 1925)
  - Gil Robbins, americký herec a folkový hudebník (* 3. dubna 1931)
  - Ange-Félix Patassé, prezident Středoafrické republiky (* 25. ledna 1937)
- 2012
  - Jim Marshall, výrobce hudebních zesilovačů (* 29. července 1923)
  - Barney McKenna, irský hudebník, hráč na banjo, mandolínu a melodeon (* 16. prosince 1939)
- 2014 – Wayne Henderson, americký jazzový pozounista a hudební producent (* 1939)
- 2018 – Cecil Taylor, americký klavírista, hudební skladatel a básník (* 25. března 1929)
- 2019 – Sydney Brenner, jihoafrický biolog, nositel Nobelovy ceny za fyziologii a lékařství (* 13. ledna 1927)
- 2020
  - Honor Blackmanová, anglická herečka (* 22. srpna 1925)
  - Pentti Linkola, radikální finský environmentalista (* 7. prosince 1932)
- 2021 – Paul Ritter, britský herec (* 20. prosince 1966)
- 2023 – Sergio Gori, italský fotbalista (* 24. února 1946)

## Svátky

### Česko
- Miroslava, Miromila, Mnislava, Myrna
- Vincenc
- Eva
- Socialistický kalendář – Vyhlášení Košického vládního programu (1945)

### Svět
- Mezinárodní den svědomí
- Slovensko: Miroslava
- Etiopie: Státní svátek
- Island: 1. letní den
- Jižní Korea: Arbor Day
- Tchaj-wan: Čankajškova smrt
- Švýcarsko: Glaerius Festival (je-li čtvrtek)
- Čína: Festival studeného jídla
- Palestina: Dětský den

### Liturgický kalendář
- Sv. Vincenc Ferrerský

| 5. duben v pražském KlementinuÚdaje jsou platné k 11. 3. 2025. | 5. duben v pražském KlementinuÚdaje jsou platné k 11. 3. 2025. | 5. duben v pražském KlementinuÚdaje jsou platné k 11. 3. 2025. |
| minimum                                                        | denní průměr                                                   | maximum                                                        |
| -------------------------------------------------------------- | -------------------------------------------------------------- | -------------------------------------------------------------- |
| −5,5 °C (1929)                                                 | 8,7 °C (od 1961)                                               | 24,4 °C (2016)                                                 |